# The Legend of Zelda: A Link to the Past
The Legend of Zelda: A Link to the Past – komputerowa przygodowa gra akcji wyprodukowana i wydana w 1991 roku przez Nintendo. Jest to trzecia odsłona serii The Legend of Zelda.
Fabuła gry prezentuje losy młodzieńca o imieniu Link. Pewnej nocy zostaje on zbudzony przez głos, który otrzymał telepatycznie prośbę o pomoc, przesłaną przez uwięzioną księżniczkę Zeldę.
Link w trakcie gry walczy z różnymi przeciwnikami oraz rozwiązuje proste zagadki. Możliwe jest rzucanie różnymi przedmiotami oraz używanie magii. Bohater staje się coraz wytrzymalszy po wygraniu walk z bossami.